# Cảm nhận vị trí cơ thể

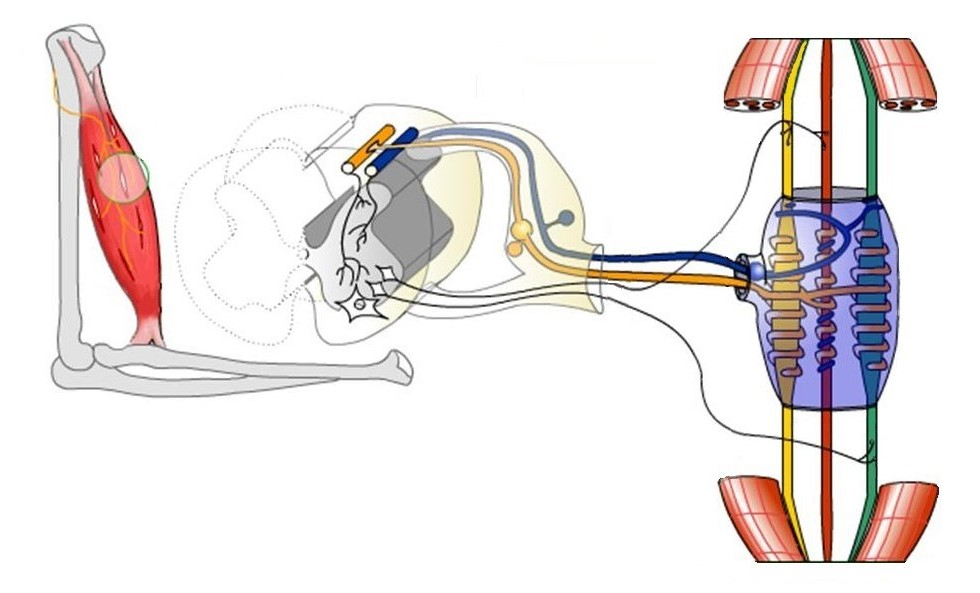
Minh hoạ về cảm nhận cơ

Cảm nhận vị trí cơ thể (Proprioception) là cảm giác về chuyển động của bản thân, cảm nhận về phân bố, phân tán lực và vị trí cơ thể. Cảm giác về vị trí cơ thể được trung chuyển các thụ thể cảm giác, nằm trong cơ, gân và khớp. Hầu hết các loài động vật đều sở hữu nhiều phân nhóm thụ thể cảm giác, phát hiện các thông số động học riêng biệt, chẳng hạn như vị trí khớp, chuyển động và tải trọng. Ở nhiều loài động vật, phản hồi cảm giác từ các thụ thể cảm giác là điều cần thiết để ổn định tư thế cơ thể và phối hợp chuyển động cơ thể.  Mặc dù tất cả các loài động vật di chuyển đều sở hữu các thụ thể cảm giác, nhưng cấu trúc của các cơ quan cảm giác có thể khác nhau giữa các loài. Các tín hiệu cảm giác về vị trí cơ thể được truyền đến hệ thần kinh trung ương, tại đó chúng được tích hợp với thông tin từ các hệ thống cảm giác khác, chẳng hạn như hệ thống thị giác và hệ thống tiền đình, để tạo ra một màn giao hoà tổng thể về vị trí cơ thể, chuyển động và gia tốc. 

## Đại cương
Cảm giác vị trí hay cảm nhận bản thể có ở khắp các loài động vật di động và rất cần thiết cho sự phối hợp vận động của cơ thể. Các thụ thể bản thể có thể tạo thành các mạch phản xạ với các nơ-ron vận động để cung cấp phản hồi nhanh về vị trí của cơ thể và các chi. Các mạch cảm giác cơ học này rất quan trọng để duy trì tư thế và sự cân bằng một cách linh hoạt, đặc biệt là trong quá trình vận động. Ví dụ, hãy xem xét phản xạ kéo giãn, trong đó sự kéo giãn trên một cơ được phát hiện bởi một thụ thể cảm giác (ví dụ: thoi cơ, nơ-ron dây sống), kích hoạt một nơ-ron vận động để gây co cơ và chống lại sự kéo giãn. Trong quá trình vận động, các nơ-ron cảm giác có thể đảo ngược hoạt động của chúng khi bị kéo giãn, để thúc đẩy thay vì nghịch lại chuyển động. Ở động vật có xương sống, chuyển động và vận tốc của chi (chiều dài cơ và tốc độ thay đổi) được mã hóa bởi một nhóm tế bào thần kinh cảm giác (sợi cảm giác loại Ia) và một loại khác mã hóa chiều dài cơ tĩnh (tế bào thần kinh nhóm II). Hai loại tế bào thần kinh cảm giác này tạo nên trục cơ. Có một sự phân chia mã hóa tương tự ở động vật không xương sống, các nhóm tế bào thần kinh khác nhau của cơ quan dây sống.